# Syon Park House Estate

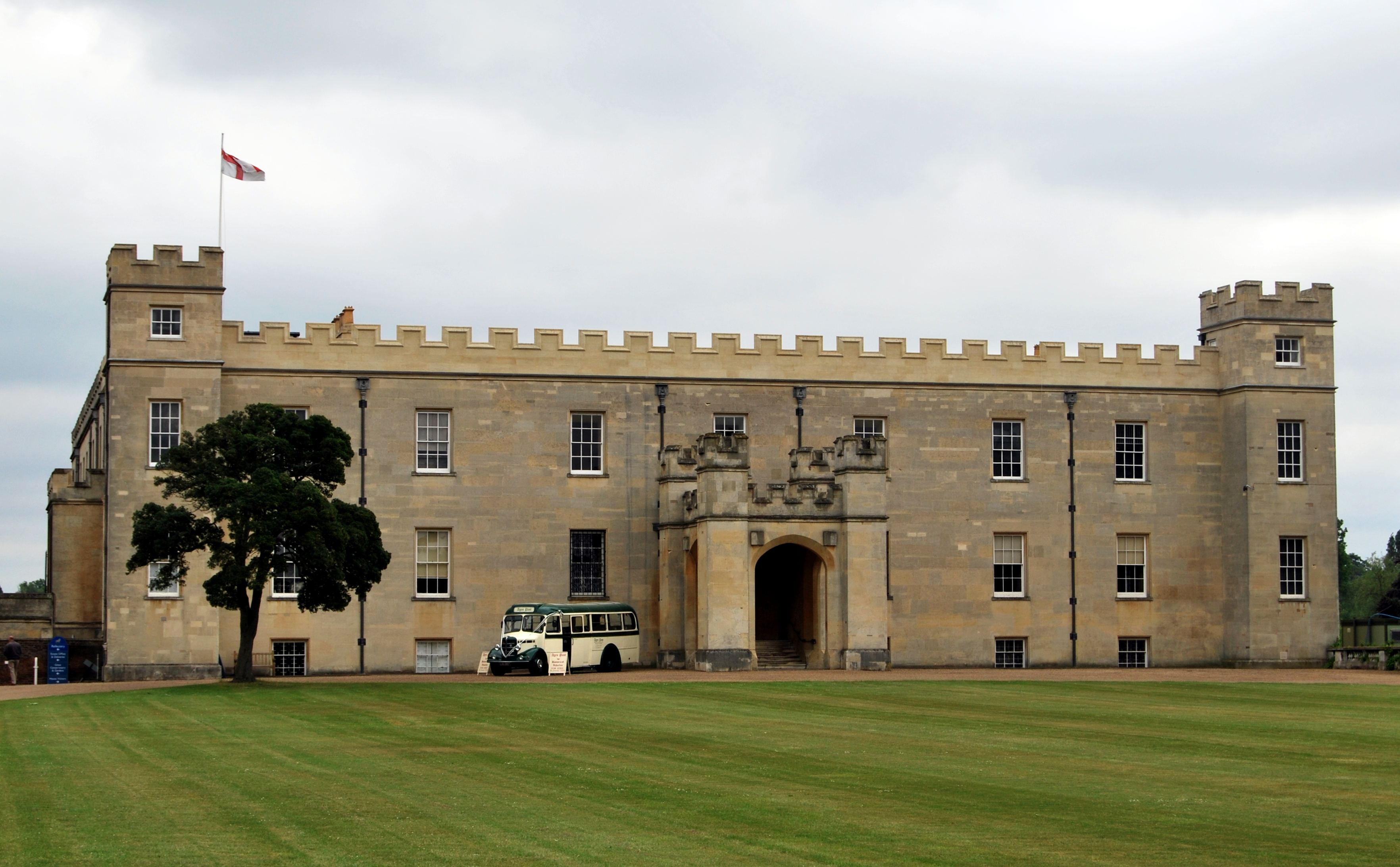
Syon Park House Estate 2010 Westzijde

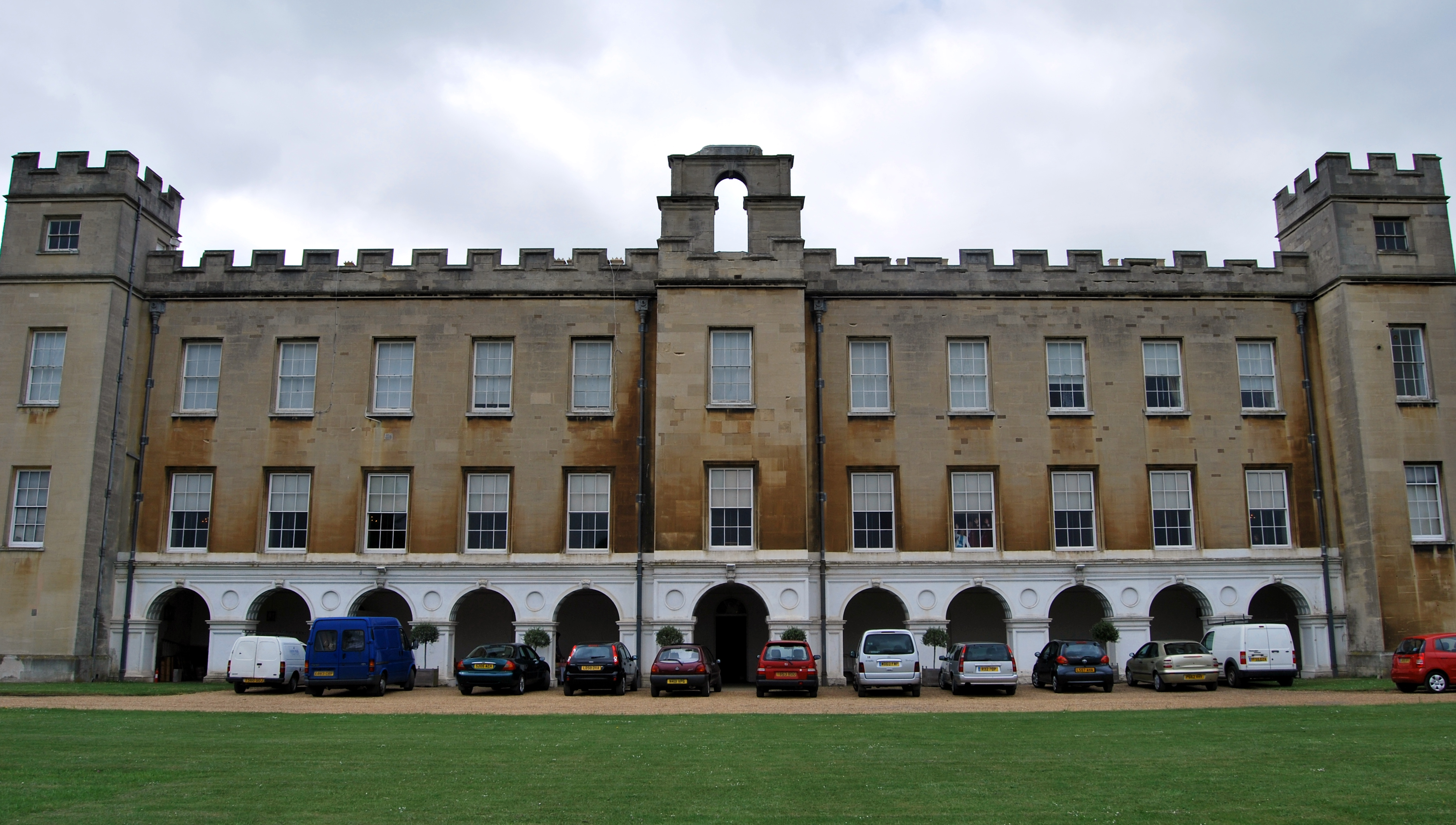
Syon Park House Estate 2010 Oostzijde

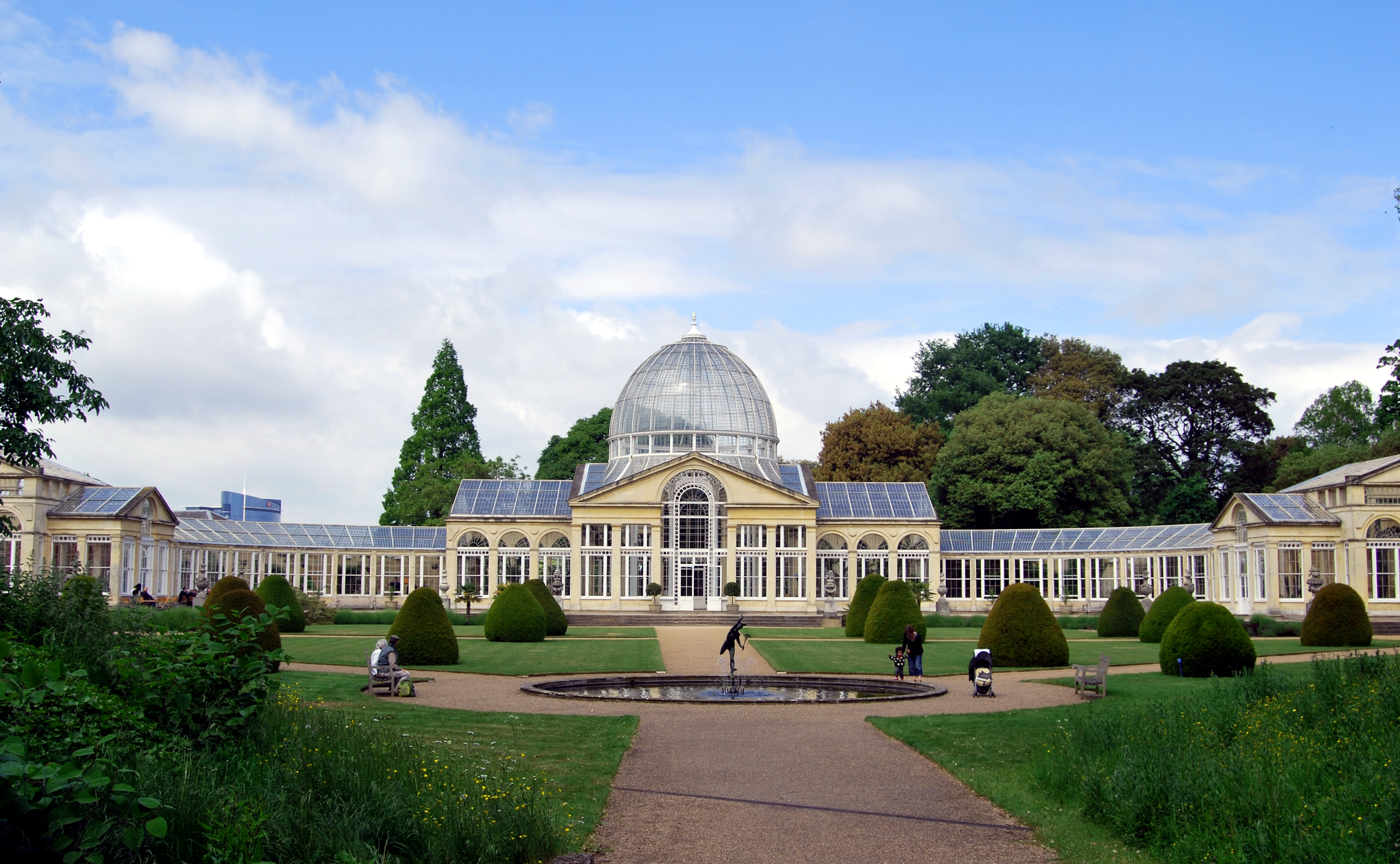
Syon House Great Conservatory.

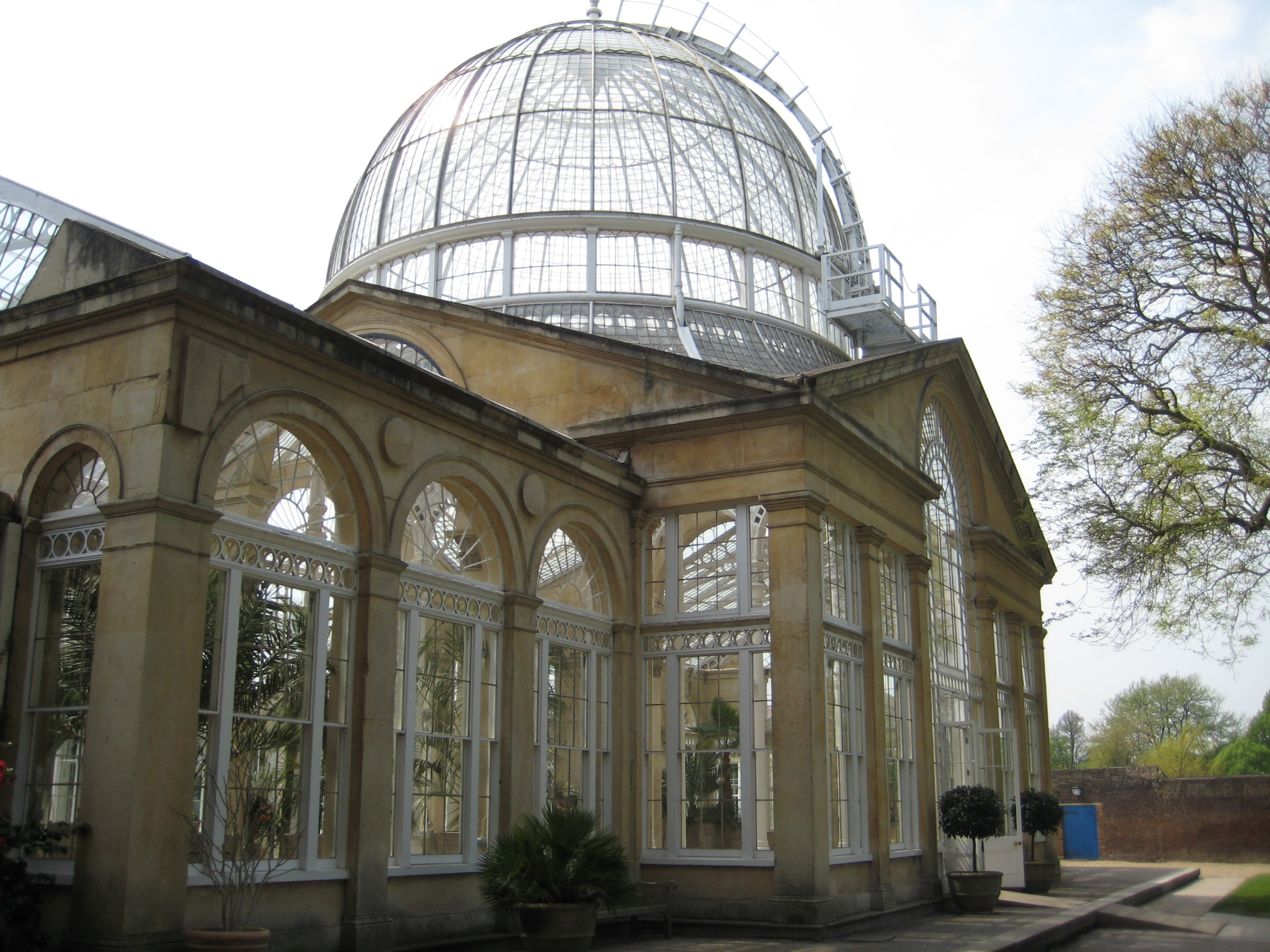
Zijkant van de serres

Syon Park House Estate is een park van tachtig hectare in West-Londen. Het is eigendom van de hertog van Northumberland en is de Londense residentie van de familie. In die bestemming vervangt het Northumberland House.

## Geschiedenis
De naam Syon Park House Estate is afgeleid van Syon Abbey, een middeleeuws klooster gesticht in 1415 door koning Hendrik V, en gelokaliseerd op de huidige plaats van Syon Park House Estate sinds 1431.
In 1539 werd de abdij gesloten op last van koning Hendrik VIII.
In 1541 werd Hendrik VIII's vijfde echtgenote Catherine Howard in Syon gevangengezet tot zij in februari 1542 naar de Tower of London werd gebracht voor haar executie.
In de late 17e eeuw was Syon eigendom van Charles Seymour, 6e hertog van Somerset.
Toen de toekomstige Koningin Anne in conflict kwam met haar zuster koningin Maria II, in verband met haar vriendschap met Sarah Churchill, gravin van Marlborough, werd ze in 1692 verbannen van haar residentie in Whitehall naar Syon, bij haar vrienden de Somersets.
In de 18e eeuw gaf Hugh Percy, 1e hertog van Northumberland, opdracht aan architect en interieurarchitect Robert Adam en aan landschapsarchitect Lancelot "Capability" Brown om huis en domein te vernieuwen. In 1762 werd begonnen met de herbouw van het interieur. Vijf grote ruimtes aan de west-, zuid- en oostkant waren voltooid bij het stilleggen van de werken in 1769. Wegens de oplopende kosten werden de verdere ontwerpen van Adam niet uitgevoerd.

## Syon Park
Syon Park ligt langs de Theems aan de overzijde van Kew Gardens.
Het bevat meer dan 200 soorten zeldzame bomen en een getijdenmeer: een weide die tweemaal per dag door de Theems wordt overspoeld.
Hoewel park en meer ontworpen zijn door Capability Brown in 1760 zien zij er 19e-eeuws uit.
In de cirkelvormige vijver staat een kopie van de Mercurius van Giambologna.
The grote serre ('Great Conservatory') in de tuin is in 1828 ontworpen door Charles Fowler en voltooid in 1830. Het was de eerste serre in metaal en glas in die grootte-orde. Zij was het decor van de videoclip voor de single "The Caterpillar" van The Cure in 1984.
Henry Percy, de 11e hertog, deed belangrijke aanplantingen van bomen in de periode 1988 tot 1995.
De film Gosford Park van Robert Altman uit 2001 film werd gedeeltelijk hier opgenomen.
Het London Butterfly House stond in Syon Park tot het op 28 oktober 2007 werd gesloten als gevolg van het plan van Ralph Percy, de 12e hertog, om op het terrein een luxe-hotel te bouwen. Hoewel reeds in 2004 een vergunning werd afgeleverd werd het 'Radisson Edwardian Hotel' nooit gebouwd. Uiteindelijk werd het 'London Syon Park Waldorf Astoria'-hotel gebouwd.